# Buxton (Dakota del Norte)
Buxton es una ciudad ubicada en el condado de Traill en el estado estadounidense de Dakota del Norte. En el censo de 2010 tenía una población de 323 habitantes y una densidad poblacional de 633,05 personas por km².

## Geografía
Buxton se encuentra ubicada en las coordenadas 47°36′9″N 97°6′0″O / 47.60250, -97.10000. Según la Oficina del Censo de los Estados Unidos, Buxton tiene una superficie total de 0.51 km², de la cual 0.51 km² corresponden a tierra firme y (0%) 0 km² es agua.

## Demografía
Según el censo de 2010, había 323 personas residiendo en Buxton. La densidad de población era de 633,05 hab./km². De los 323 habitantes, Buxton estaba compuesto por el 99.38% blancos, el 0.31% eran afroamericanos, el 0.31% eran amerindios, el 0% eran asiáticos, el 0% eran isleños del Pacífico, el 0% eran de otras razas y el 0% pertenecían a dos o más razas. Del total de la población el 0.93% eran hispanos o latinos de cualquier raza.